# Grycksbo (station)
Grycksbo är en före detta trafikplats på Falun-Rättvik-Mora Järnväg. Grycksbo station är belägen cirka 13 kilometer norr om centralstationen i Falun och hade signaturen Gyo. Den hade stationshus och var plats för persontågsuppehåll fram till 1965. Därefter klassades Grycksbo om till linjeplats. Godstrafiken lades ner 1987. Godstrafiken mellan Falun C och Grycksbo återöppnades 2003 efter renovering av bandelen; då hade den varit nedlagd i 15 år, för att åter läggas ned 2008.
Stationshuset byggdes cirka 1889, utvidgades cirka 1914, revs och ersattes av ett nytt 1939–1941.

## Ritningar

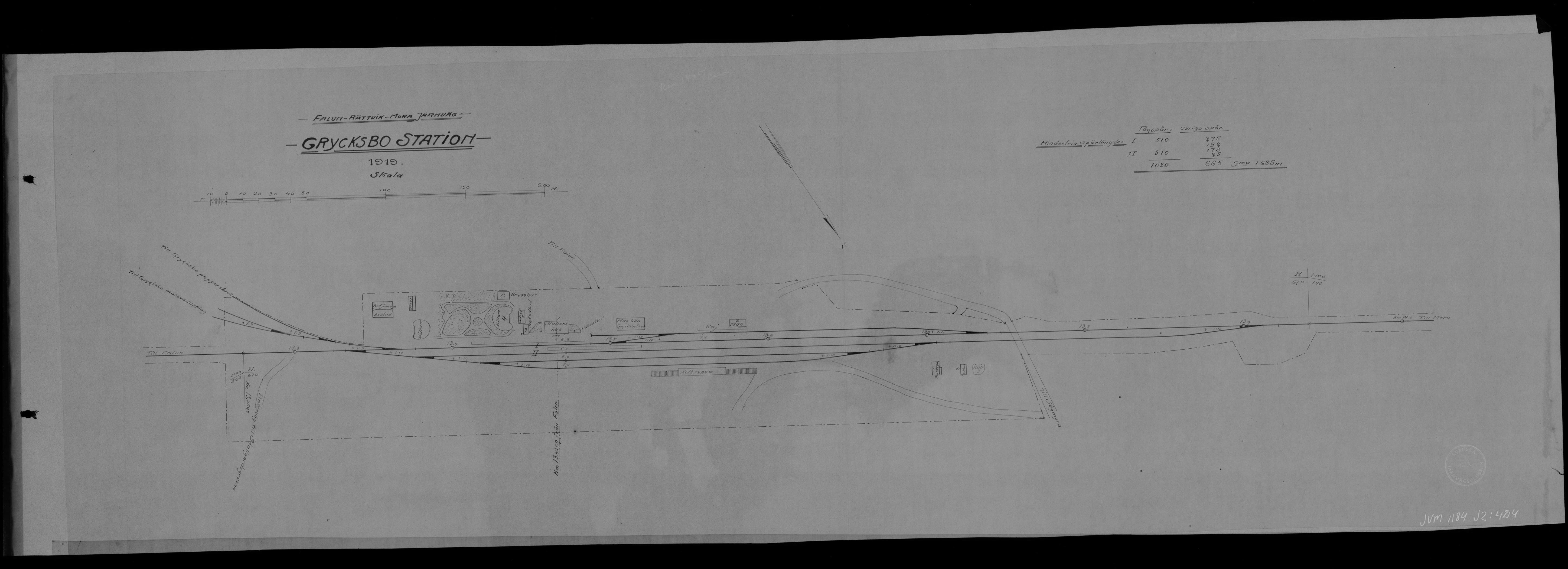
Grycksbo bangårdsritning 1919.

## Bilder

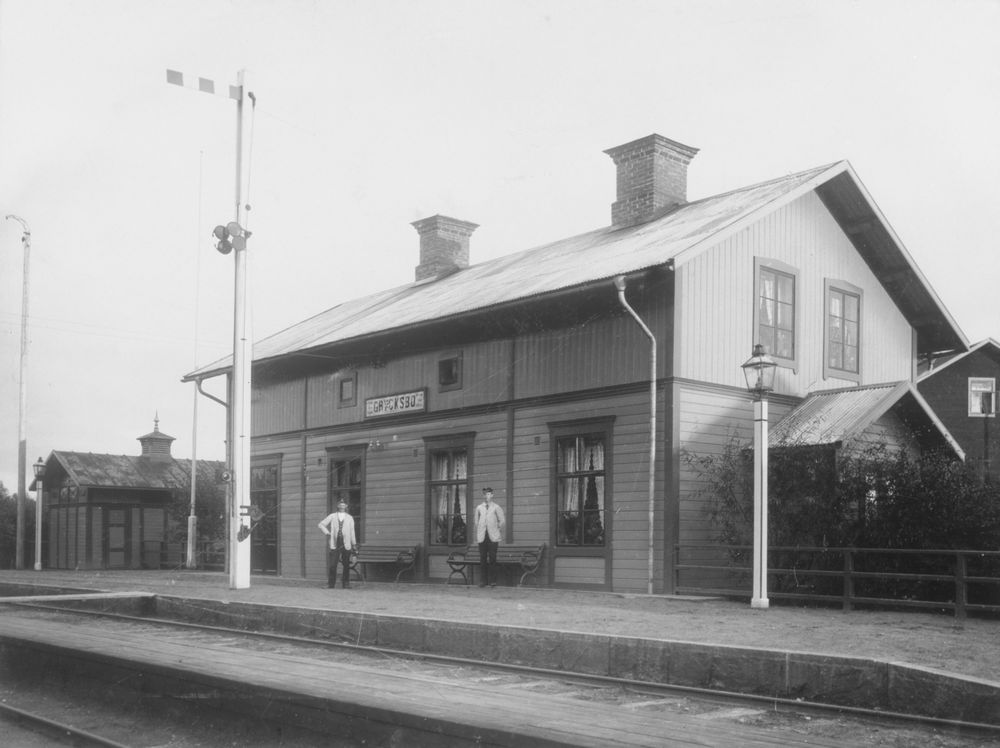
Grycksbo cirka 1900.
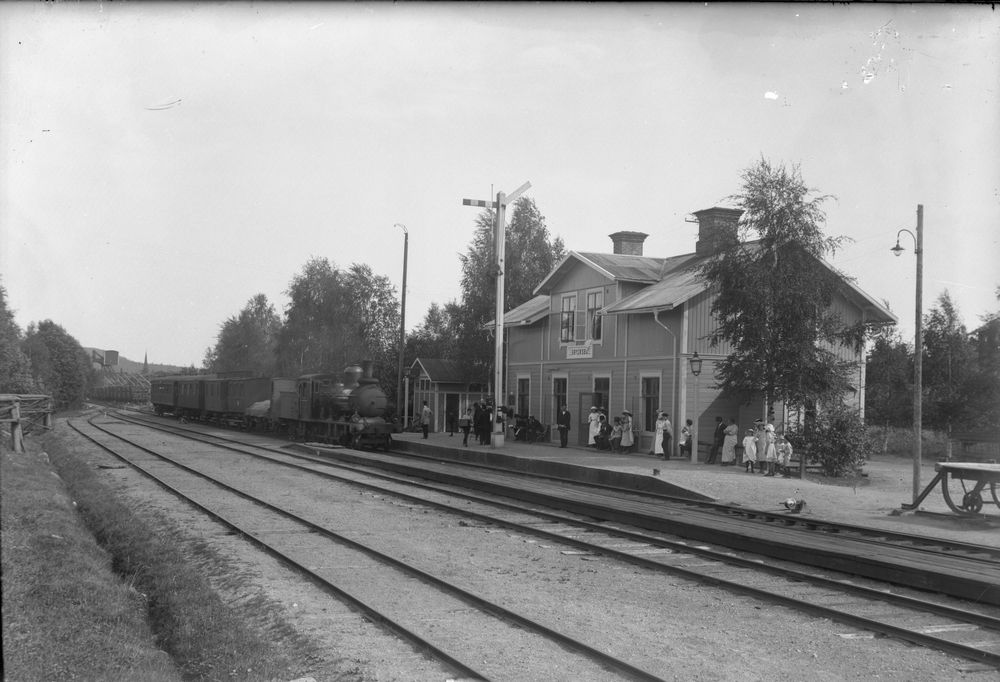
Grycksbo cirka 1920.
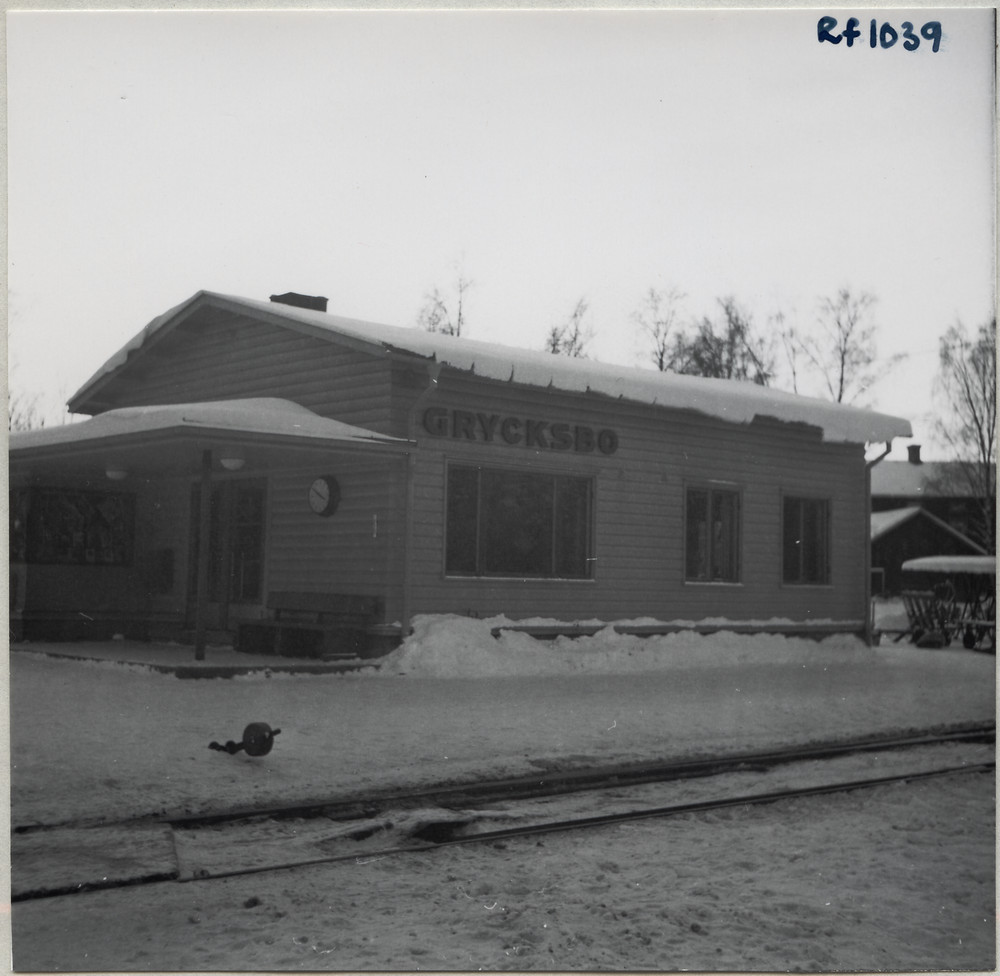
Grycksbo cirka 1950.